# Peromyscus kilpatricki
Peromyscus kilpatricki (Bradley, Ordoñez-Garza, Ceballos, Rogers & Schmidly, 2016) è un roditore della famiglia dei Cricetidi endemico del Messico.

## Descrizione

### Dimensioni
Roditore di piccole dimensioni, con la lunghezza della testa e del corpo di 99 mm, la lunghezza della coda di 106 mm, la lunghezza del piede di 22 mm, la lunghezza delle orecchie di 21 mm.

### Aspetto
Le parti dorsali sono bruno-grigiastre, mentre le parti ventrali sono biancastre. La base dei peli è ovunque nerastra. Le orecchie sono di dimensioni normali e grigie scure, le vibrisse sono nere. Una striscia brunastra si estende sopra le zampe fino alle caviglie, le dita sono bianche. La coda è leggermente più lunga della testa e del corpo, è brunastra sopra, biancastra sotto e termina con un ciuffo di peli. Il cariotipo è 2n=48 FN=56.

## Biologia

### Comportamento
È una specie terricola.

## Distribuzione e habitat
Questa specie è conosciuta soltanto in alcune località degli stati messicani centro-occidentali di Michoacán e Morelos.
Vive nell foreste montane miste di pini ed abeti sopra i 1.600 metri di altitudine.

## Conservazione
Questa specie, essendo stata scoperta solo recentemente, non è stata sottoposta ancora a nessun criterio di conservazione.